# James J. Davis

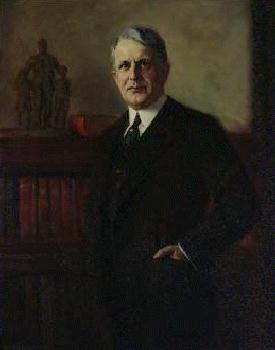
James J. Davis

James John Davis, född 27 oktober 1873 i Tredegar, Blaenau Gwent, Wales, död 22 november 1947 i Takoma Park, Maryland, var en walesisk-amerikansk politiker. Han var USA:s arbetsmarknadsminister (Secretary of Labor) 1921-1930. Han representerade sedan delstaten Pennsylvania i USA:s senat 1930-1945.
Davis, som ursprungligen hette Davies, invandrade 1881 med sina föräldrar till USA. Han studerade vid Sharon Business College i Sharon, Pennsylvania.
Davis tjänstgjorde som arbetsmarknadsminister under presidenterna Warren G. Harding, Calvin Coolidge och Herbert Hoover. Han besegrade sittande senatorn Joseph R. Grundy i republikanernas primärval inför fyllnadsvalet 1930. Han vann sedan fyllnadsvalet för att sitta i senaten fram till slutet av William S. Vares mandatperiod. Vare hade blivit avsatt i december 1929. Davis omvaldes 1932 och 1938. Han kandiderade till omval i senatsvalet 1944 men besegrades av demokraten Francis J. Myers.
Davis grav finns på Union Dale Cemetery i Pittsburgh.